# Tomografia

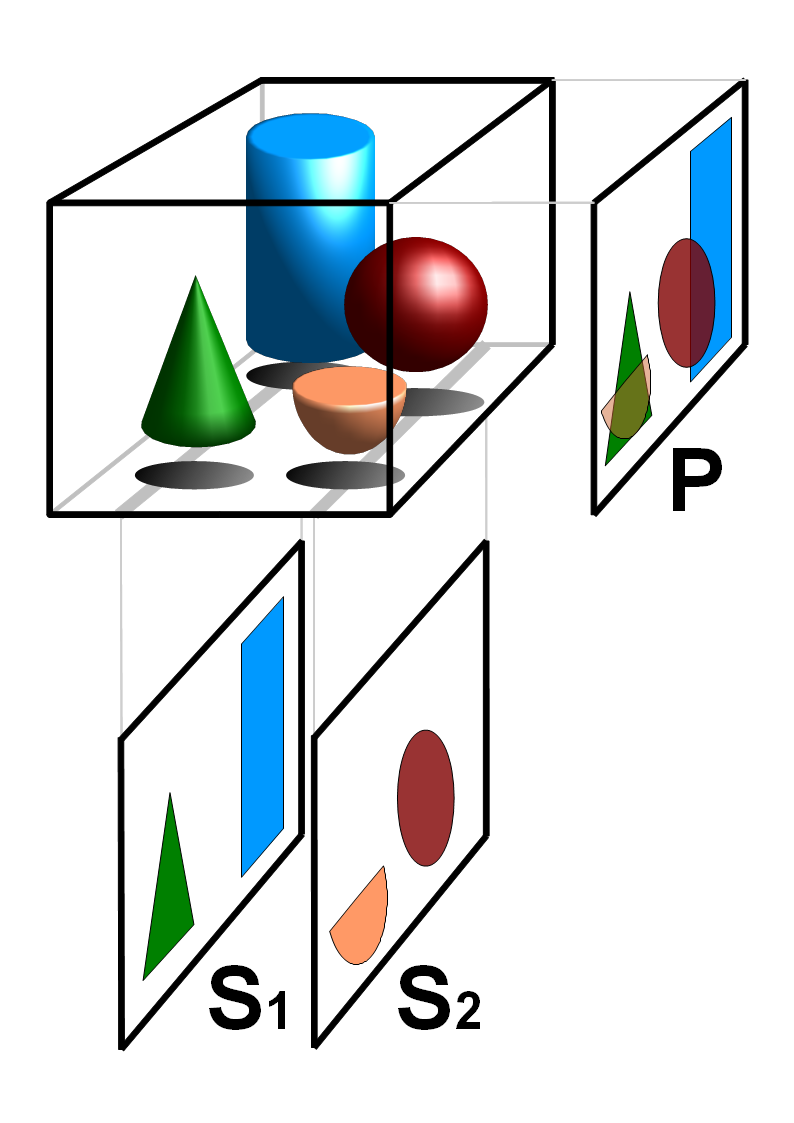
Principi bàsic de la tomografia: no existeix superposició a les seccions tomogràfiques S_{1} i S₂ en comparació amb la imatge projectada P

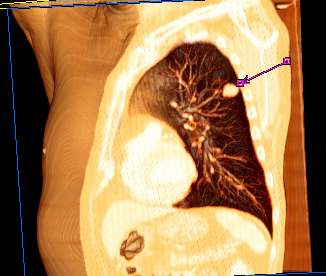
Construcció 3D d'imatges tomogràfiques obtingudes amb CT

Una tomografia (del grec τόμος, tall o secció, i γραφή, escriptura o imatge) és una tècnica de representació gràfica d'imatges corresponents a una secció o pla determinat de l'element a representar, ja siga este una part del cos (en medicina), del subsol (geofísica, arqueologia…), fons marí (oceanografia), en ciències dels materials i altres ciències. Depenent de les tècniques utilitzades, existeixen tomografies de raigs X, computeritzades, axials, d'ultrasons, d'emissió de positrons, de ressonància magnètica, etc. Normalment se basen en un procediment matemàtic anomenat reconstrucció tomogràfica. Una tomografia de diverses parts d'un cos també s'anomena politomografia.

## Tipus de tomografies
- Tomografia de Prova Atòmica (APT)
- Tomografia computaritzada (TC)
- Microscopia confocal d'escaneig làser (LSCM)
- Tomografia de Crio-electró (Cryo-ET)
- Tomografia de Capacitància Elèctrica (ECT)
- Angiografia per tomografia computaritzada
- Tomografia de Resistència Elèctrica (ERT)
- Tomografia d'Impedància Elèctrica (EIT)
- Imatge de Ressonància Magnètica Funcional (FMRI)
- Tomografia d'Inducció Magnètica (MIT)
- Imatge de Ressonància Magnètica (MRI), coneguda formalment com a tomografia de ressonància magnètica (MRT) o tomografia de ressonància magnètica nuclear
- Tomografia Neutrònica
- Tomografia de coherència òptica (OCT)
- Tomografia de Projecció Òptica (OPT)
- Tomografia de Procés (PT)
- Tomografia per emissió de positrons (PET)
- Tomografia Quàntica
- Tomografia computada per emissió de fotó simple (SPECT)
- Tomografia Sísmica
- Tomografia Òptica assistida per Ultrasò (UAOT)
- Tomografia per transmissió d'ultrasò
- Tomografia de Raigs X
- Tomografia Fotoacústica (PAT), també coneguda com a Tomografia Opticoacústica (OAT) o Tomografia Termoacústica (TAT)